# Alfred von Lyncker
Alfred Freiherr von Lyncker (* 3. Oktober 1854 in Neuhof-Lasdehnen; † 8. April 1919 in Berlin-Wilmersdorf) war ein preußischer General der Infanterie.

## Leben
Von Lyncker war ein Sohn des preußischen Landrats Richard von Lyncker (1827–1901) und dessen Frau Marie, geborene Bodendorf (1830–1870).
Am 28. April 1872 kam er als Sekondeleutnant aus dem Kadettenkorps in das 5. Ostpreußische Infanterie-Regiment Nr. 41 der Preußischen Armee. Vom 1. Januar 1874 bis zum 31. März 1877 war er dort als Adjutant des I. Bataillons tätig. Anschließend diente er bis zum 31. März 1880 als Adjutant beim Bezirkskommando in Königsberg. Am 22. März 1881 wurde er zum Premierleutnant befördert. Vom 1. Oktober 1881 bis zum 21. August 1884 besuchte er die Kriegsakademie. Vom 1. Mai 1885 bis zum 22. März 1887 wurde er zum Großen Generalstab kommandiert, dort dann als Hauptmann dem Generalstab aggregiert und am 16. August des Jahres einrangiert. Seit dem 22. Februar 1888 gehörte er zum Generalstab des IV. Armee-Korps. Am 27. Januar 1891 wurde er Kompaniechef im Grenadier-Regiment „König Friedrich Wilhelm II.“ (1. Schlesisches) Nr. 10. Am 29. März 1892 wechselte Lyncker zu Generalstab der 7. Division und wurde am 31. Mai zum Major befördert. Am 14. Mai 1894 kehrte er zum Generalstab des IV. Armee-Korps zurück. Am 17. Dezember 1896 wurde er Kommandeur des II. Bataillons im 3. Thüringischen Infanterie-Regiment Nr. 71 und am 7. Dezember 1898 zum Oberstleutnant befördert. Am 22. Mai 1900 folgte seine Ernennung zum Chef des Generalstabes des I. Armee-Korps. Nach seiner Beförderung am 18. April 1901 zum Oberst war er vom 14. November 1901 bis zum 26. Januar 1905 Kommandeur des Braunschweigischen Infanterie-Regiments Nr. 92.
Anschließend wurde er zum Generalmajor befördert und zum Kommandeur der 39. Infanterie-Brigade ernannt. Am 21. Mai 1907 folgte seine Ernennung zum Inspekteur der Verkehrstruppen. Diese bestand aus Eisenbahnern, Telegrafen, einem Luftschiffer-Bataillon und einer Versuchskompanie für Motorluftschiffahrt. Lyncker baute das Kontingent der Telegrafen-Truppen von drei auf fünf Bataillone aus. Er sorgte dafür, dass 1911 der Morseapparat durch die Funkentelegrafie ersetzt und die Anzahl der Feldfernsprecher erhöht wurde. Am 27. Januar 1908 wurde er Generalleutnant. 1912 stellte er zudem eine 2. Eisenbahn-Brigade auf, die in Hanau stationiert wurde. Des Weiteren stellte er eine Kraftfahr-Abteilung auf. Am 13. September 1912 avancierte er zum General der Infanterie. In Genehmigung seines Abschiedsgesuches wurde Lyncker am 20. Januar 1913 unter Stellung à la suite des Luftschiffer-Bataillons Nr. 2 mit der gesetzlichen Pension zur Disposition gestellt.
Anschließend war er in der Industrie unter anderem als Aufsichtsrat der Benz & Cie. AG tätig.
Bereits im Jahr 1907 hatte Lyncker den Wert von Lastkraftfahrzeugen als militärische Transportmittel erkannt, so dass 1908 ein Subventionsprogramm für Lastwagen eingeführt wurde, von dem unter anderem die Braunschweiger Büssing-Werke profitierten, da sie zu den vier Firmen gehörten, die Subventionslastwagen bauen durften. Diese Käufer von Subventionslastwagen erhielten eine staatliche Unterstützung von 4000 Mark sowie einen Betriebskostenzuschuss von jährlich 1000 Mark.

## Familie
Von Lyncker heiratete am 29. Dezember 1881 in Königsberg Franziska Wien (4. September 1860 – 1923), eine Tochter des Kommerzienrates Friedrich Werner Wien, Herr auf Bansen, und der Franziska le Goullon. Das Paar hatte vier Söhne und eine Tochter.
- Dr. jur. Nikolaus Richard Fritz Otto Alfred Freiherr von Lyncker (20. Oktober 1882 in Berlin – 29. März 1914 in Riva), königlich preußischer Leutnant 1. Garde-Feldartillerie-Regiment und zweiter Sekretär bei der kaiserlichen Gesandtschaft in Brüssel.[7] Dissertation: Das Recht der Luftschiffahrt in privatrechtlicher Beziehung auf Grund der heutigen Gesetzesquellen. R. Noske, Borna-Leipzig 1909.[8]
- Edith Franziska Klara Friederike Marie Freiin von Lyncker (* 15. Juni 1884 in Berlin, †) ⚭ 29. September 1904 in Braunschweig mit Max Winter, königlich preußischer Oberst-Leutnant im Braunschweigischen Infanterie-Regiments Nr. 92.
- Otto Lothar Walter Nikolaus Freiherr von Lyncker (* 31. August 1885 in Berlin, †) königlich preußischer Kadett
- Werner Ernst Nikolaus Freiherr von Lyncker (* 31. August 1890 in Magdeburg, †)
- Clemens oder Klemens Friedrich Nikolaus Freiherr von Lyncker (* 4. Juni 1897 in Erfurt, †)